# Линда Барлоу
Линда Барлоу (на английски: Linda Barlow) е американска писателка на бестселъри в жанра исторически и съвременен любовен роман, и романтичен трилър.

## Биография и творчество
Линда Рут Барлоу е родена на 20 март 1948 г. в Бостън, Масачузетс, САЩ. Завършва с бакалавърска степен колежа „Уитън“ и с магистърска степен Бостънския колеж. Получава докторска степен в Бостънския колеж и специализира биология в Университета в Харвард.
Била е председател на „Романисти, Инк“ през 1992 г. и има два 3-годишни мандата в изпълнителния съвет на Гилдията на авторите. Президент на „Linda Barlow Enterprises“ от 1983 до 2012 г. От януари 1995 г. е вицепрезидент консултантската IT фирма „Монаш Рисърч“.
През 1984 г. е публикуван първия ѝ роман „Flights of Fancy“ от поредицата „Адамс“. До 1995 г. написва общо 15 произведения, след което си взема „почивка“ от писателската си кариера. През 2013 г. започва да пише отново, включително като прави и нови преработки на някои от старите си романи.
Произведенията на писателката често са били в списъците на бестселърите. Те са преведени на над 20 езика по света.
През 1986 г. получава награда за най-добър нов исторически роман, а през 1995 г. е удостоена с награда за цялостно творчество от списание „Romantic Times“ за нейните съвременни любовни романи. През 1987 г. е удостоена с най-престижната награда „РИТА“ за романа „Leaves of Fortune“ от Асоциацията на писателите на романси на Америка. Сборникът с документални есета „Dangerous Men and Adventurous Women“, в който участва с две произведения, е удостоен с наградата „Сюзън Копелман“ за отлични постижения във феминистките изследвания на популярната култура и на американската култура.
Линда Барлоу живее със семейството си в Конкорд, Бостън.

## Произведения

### Самостоятелни романи
- Siren's Song (1985)
- Hold Back the Night (1986)
- Midnight Rambler (1987)
Среднощен скитник, изд. „Арлекин България“ (1995), прев. Екатерина Кузманова
- Leaves of Fortune (1988) – награда „РИТА“
- Hunter's Bride (1993)
- Keepsake (1994)
Нежна разплата, изд.: ИК „ЕРА“, София (1998), прев. Красимира Матева
- Thicker Than Water (1995) – с Уилям Тейпли
- Intimate Betrayal (1995)
Ревност, изд.: ИК „Бард“, София (1997), прев. Ивайла Божанова
- Uncover Me (2014)
- The Dangerous Hero (2014)

### Серия „Адамс“ (Adams)
1. Flights of Fancy (1984)
2. Bewitched (1984)
3. Knight of Passion (1985)
4. By Love Possessed (1985)

### Серия „Семейство Тревор“ (Trevor Family Chronicles)
1. Fires of Destiny (1986)
2. Her Sister's Keeper (1993)

### Серия „Нощни игри“ (Night Games)
1. Blazing Nights: Kate (2013)

- A Kiss Is Just A Kiss (2013) – в „Unholy Nights“

### Серия „Шаферки от Шотландия“ (Shifters of Scotland)
1. The Zrakon's Bride (2014)
2. The Zrakon's Curse (2014)

### Сборници
- Unholy Nights (2013) – с Алана Албертсън, Никол Бланчард, Андра Брин, Карли Карсън, Шери Чулик и Кара Ашли Дей
- Breakaway, A New Adult Anthology (2014) – с Джей Маклийн, Илза Мадън-Милс, Пени Рийд, Пам Годуин, Миси Джонсън, Даун Робъртсън, Алана Албъртсън, Карли Карсън, Фара Ферсайд, Никол Бланчард, Шери Блейкърли и М-Е Жирар

### Документалистика
- Dangerous Men and Adventurous Women: Romance Writers on the Appeal of the Romance (1992)